# Delirium (album Ellie Goulding)
Delirium – trzeci album studyjny angielskiej piosenkarki Ellie Goulding. Wydawnictwo ukazało się 6 listopada 2015 roku nakładem wytwórni muzycznej Polydor Records. Album został wydany w przedsprzedaży na iTunes Store dnia 17 września oraz w Google Play 20 września 2015 roku.
Promocję albumu rozpoczęto we wrześniu 2015 roku, wraz z premierą pierwszego promującego singla – „On My Mind”, który został wydany na iTunes Store wraz z pre-orderem albumu, który jest dostępny na Spotify i Apple Music. 9 stycznia 2016 roku, wydany został drugi singel „Army”. Trzecią piosenką promującą wydawnictwo została – „Something in the Way You Move”.

## Lista utworów
| Delirium – Edycja standardowa | Delirium – Edycja standardowa   | Delirium – Edycja standardowa                                                | Delirium – Edycja standardowa                | Delirium – Edycja standardowa |
| Nr                            | Tytuł utworu                    | Autorzy                                                                      | Produkcja                                    | Długość                       |
| ----------------------------- | ------------------------------- | ---------------------------------------------------------------------------- | -------------------------------------------- | ----------------------------- |
| 1.                            | „Intro (Delirium)”              | Ellie Goulding, Joe Kearns, Chris Ketley                                     | Kearns, Ketley                               | 1:54                          |
| 2.                            | „Aftertaste”                    | Goulding, Greg Kurstin                                                       | Kurstin                                      | 3:46                          |
| 3.                            | „Something in the Way You Move” | Goulding, Kurstin                                                            | Kurstin                                      | 3:47                          |
| 4.                            | „Keep on Dancin'”               | Goulding, Ryan Tedder, Nicole Morier, Noel Zancanella                        | Tedder, Zancanella, Anders Kjær, Synthomania | 3:46                          |
| 5.                            | „On My Mind”                    | Goulding, Max Martin, Savan Kotecha, Ilya Salmanzadeh                        | Martin, Ilya                                 | 3:33                          |
| 6.                            | „Around U”                      | Goulding, Fred Gibson, Tristan Landymore, Joe Janiak                         | Kurstin, Fred, Kearns                        | 3:17                          |
| 7.                            | „Codes”                         | Goulding, Martin, Kotecha, Salmanzadeh                                       | Ilya                                         | 3:16                          |
| 8.                            | „Holding on for Life”           | Kurstin, Goulding, Maureen „Mozella” McDonald                                | Kurstin                                      | 4:15                          |
| 9.                            | „Love Me Like You Do”           | Martin, Kotecha, Ilya, Ali Payami, Tove Nilsson                              | Martin, Payami                               | 4:12                          |
| 10.                           | „Don’t Need Nobody”             | Goulding, Kotecha, Peter Svensson, Ludvig Söderberg, Jakob Jerlström, Martin | Svensson, The Struts                         | 3:33                          |
| 11.                           | „Don’t Panic”                   | Goulding, Kurstin, McDonald                                                  | Kurstin                                      | 3:16                          |
| 12.                           | „We Can’t Move to This”         | Goulding, Fred Gibson, Alex Gibson, Kurstin, McDonald                        | F. Gibson, Kurstin                           | 3:28                          |
| 13.                           | „Army”                          | Goulding, Martin, Kotecha, Payami                                            | Martin, Payami                               | 3:57                          |
| 14.                           | „Lost & Found”                  | Goulding, Carl Falk, Martin, Laleh Pourkarim, Joakim Berg                    | Falk, Martin, Kristian Lundin                | 3:36                          |
| 15.                           | „Devotion”                      | Goulding, Klas Åhlund, Payami, Stephen Wrabel                                | Åhlund, Payami                               | 3:46                          |
| 16.                           | „Scream It Out”                 | Goulding, Jim Eliot                                                          | Kurstin, Eliot, Kearns                       | 3:09                          |
|                               |                                 |                                                                              |                                              | 56:31                         |

| Delirium – Deluxe edition | Delirium – Deluxe edition                      | Delirium – Deluxe edition                                                    | Delirium – Deluxe edition                    | Delirium – Deluxe edition |
| Nr                        | Tytuł utworu                                   | Autorzy                                                                      | Produkcja                                    | Długość                   |
| ------------------------- | ---------------------------------------------- | ---------------------------------------------------------------------------- | -------------------------------------------- | ------------------------- |
| 1.                        | „Intro (Delirium)”                             | Ellie Goulding, Joe Kearns, Chris Ketley                                     | Kearns, Ketley                               | 1:54                      |
| 2.                        | „Aftertaste”                                   | Goulding, Greg Kurstin                                                       | Kurstin                                      | 3:46                      |
| 3.                        | „Something in the Way You Move”                | Goulding, Kurstin                                                            | Kurstin                                      | 3:47                      |
| 4.                        | „Keep on Dancin'”                              | Goulding, Ryan Tedder, Nicole Morier, Noel Zancanella                        | Tedder, Zancanella, Anders Kjær, Synthomania | 3:46                      |
| 5.                        | „On My Mind”                                   | Goulding, Max Martin, Savan Kotecha, Ilya Salmanzadeh                        | Martin, Ilya                                 | 3:33                      |
| 6.                        | „Around U”                                     | Goulding, Fred Gibson, Tristan Landymore, Joe Janiak                         | Kurstin, Fred, Kearns                        | 3:17                      |
| 7.                        | „Codes”                                        | Goulding, Martin, Kotecha, Salmanzadeh                                       | Ilya                                         | 3:16                      |
| 8.                        | „Holding on for Life”                          | Kurstin, Goulding, Maureen „Mozella” McDonald                                | Kurstin                                      | 4:15                      |
| 9.                        | „Love Me Like You Do”                          | Martin, Kotecha, Ilya, Ali Payami, Tove Nilsson                              | Martin, Payami                               | 4:12                      |
| 10.                       | „Don’t Need Nobody”                            | Goulding, Kotecha, Peter Svensson, Ludvig Söderberg, Jakob Jerlström, Martin | Svensson, The Struts                         | 3:33                      |
| 11.                       | „Don’t Panic”                                  | Goulding, Kurstin, McDonald                                                  | Kurstin                                      | 3:16                      |
| 12.                       | „We Can’t Move to This”                        | Goulding, Fred Gibson, Alex Gibson, Kurstin, McDonald                        | F. Gibson, Kurstin                           | 3:28                      |
| 13.                       | „Army”                                         | Goulding, Martin, Kotecha, Payami                                            | Martin, Payami                               | 3:57                      |
| 14.                       | „Lost & Found”                                 | Goulding, Carl Falk, Martin, Laleh Pourkarim, Joakim Berg                    | Falk, Martin, Kristian Lundin                | 3:36                      |
| 15.                       | „Devotion”                                     | Goulding, Klas Åhlund, Payami, Stephen Wrabel                                | Åhlund, Payami                               | 3:46                      |
| 16.                       | „Scream It Out”                                | Goulding, Jim Eliot                                                          | Kurstin, Eliot, Kearns                       | 3:09                      |
| 17.                       | „The Greatest”                                 | Joel Little, Goulding                                                        | Little                                       | 3:31                      |
| 18.                       | „I Do What I Love”                             | Goulding, Pourkarim                                                          | Pourkarim                                    | 2:51                      |
| 19.                       | „Paradise”                                     | Goulding, Little                                                             | Kurstin, Little                              | 3:44                      |
| 20.                       | „Winner”                                       | Goulding, Pourkarim                                                          | Pourkarim, Gustaf Thörn                      | 3:20                      |
| 21.                       | „Heal”                                         | Goulding, Guy Lawrence, James Napier                                         | Lawrence, Jimmy Napes                        | 4:52                      |
| 22.                       | „Outside” (Calvin Harris feat. Ellie Goulding) | Calvin Harris, Goulding                                                      | Harris                                       | 3:47                      |
|                           |                                                |                                                                              |                                              | 1:18:36                   |

| Delirium – Target edition | Delirium – Target edition                                      | Delirium – Target edition                                                    | Delirium – Target edition                    | Delirium – Target edition |
| Nr                        | Tytuł utworu                                                   | Autorzy                                                                      | Produkcja                                    | Długość                   |
| ------------------------- | -------------------------------------------------------------- | ---------------------------------------------------------------------------- | -------------------------------------------- | ------------------------- |
| 1.                        | „Intro (Delirium)”                                             | Ellie Goulding, Joe Kearns, Chris Ketley                                     | Kearns, Ketley                               | 1:54                      |
| 2.                        | „Aftertaste”                                                   | Goulding, Greg Kurstin                                                       | Kurstin                                      | 3:46                      |
| 3.                        | „Something in the Way You Move”                                | Goulding, Kurstin                                                            | Kurstin                                      | 3:47                      |
| 4.                        | „Keep on Dancin'”                                              | Goulding, Ryan Tedder, Nicole Morier, Noel Zancanella                        | Tedder, Zancanella, Anders Kjær, Synthomania | 3:46                      |
| 5.                        | „On My Mind”                                                   | Goulding, Max Martin, Savan Kotecha, Ilya Salmanzadeh                        | Martin, Ilya                                 | 3:33                      |
| 6.                        | „Around U”                                                     | Goulding, Fred Gibson, Tristan Landymore, Joe Janiak                         | Kurstin, Fred, Kearns                        | 3:17                      |
| 7.                        | „Codes”                                                        | Goulding, Martin, Kotecha, Salmanzadeh                                       | Ilya                                         | 3:16                      |
| 8.                        | „Holding on for Life”                                          | Kurstin, Goulding, Maureen „Mozella” McDonald                                | Kurstin                                      | 4:15                      |
| 9.                        | „Love Me Like You Do”                                          | Martin, Kotecha, Ilya, Ali Payami, Tove Nilsson                              | Martin, Payami                               | 4:12                      |
| 10.                       | „Don’t Need Nobody”                                            | Goulding, Kotecha, Peter Svensson, Ludvig Söderberg, Jakob Jerlström, Martin | Svensson, The Struts                         | 3:33                      |
| 11.                       | „Don’t Panic”                                                  | Goulding, Kurstin, McDonald                                                  | Kurstin                                      | 3:16                      |
| 12.                       | „We Can’t Move to This”                                        | Goulding, Fred Gibson, Alex Gibson, Kurstin, McDonald                        | F. Gibson, Kurstin                           | 3:28                      |
| 13.                       | „Army”                                                         | Goulding, Martin, Kotecha, Payami                                            | Martin, Payami                               | 3:57                      |
| 14.                       | „Lost & Found”                                                 | Goulding, Carl Falk, Martin, Laleh Pourkarim, Joakim Berg                    | Falk, Martin, Kristian Lundin                | 3:36                      |
| 15.                       | „Devotion”                                                     | Goulding, Klas Åhlund, Payami, Stephen Wrabel                                | Åhlund, Payami                               | 3:46                      |
| 16.                       | „Scream It Out”                                                | Goulding, Jim Eliot                                                          | Kurstin, Eliot, Kearns                       | 3:09                      |
| 17.                       | „The Greatest”                                                 | Joel Little, Goulding                                                        | Little                                       | 3:31                      |
| 18.                       | „I Do What I Love”                                             | Goulding, Pourkarim                                                          | Pourkarim                                    | 2:51                      |
| 19.                       | „Paradise”                                                     | Goulding, Little                                                             | Kurstin, Little                              | 3:44                      |
| 20.                       | „Winner”                                                       | Goulding, Pourkarim                                                          | Pourkarim, Gustaf Thörn                      | 3:20                      |
| 21.                       | „Heal”                                                         | Goulding, Guy Lawrence, James Napier                                         | Lawrence, Jimmy Napes                        | 4:52                      |
| 22.                       | „Outside” (Calvin Harris feat. Ellie Goulding)                 | Calvin Harris, Goulding                                                      | Harris                                       | 3:47                      |
| 23.                       | „Powerful” (Major Lazer feat. Ellie Goulding and Tarrus Riley) | Diplo, Maxime Picard, Clement Picard, Ilsey Juber, Fran Hall, Tarrus Riley   | Major Lazer, Picard Brothers                 | 3:36                      |
| 24.                       | „Let It Die”                                                   | Goulding                                                                     | Joe Kearns                                   | 3:41                      |
| 25.                       | „Two Years Ago”                                                | Goulding, Eliot                                                              | Eliot                                        | 4:01                      |
|                           |                                                                |                                                                              |                                              | 1:29:54                   |

## Pozycje na listach i certyfikaty
| Lista (2015–16)                     | Najwyższa pozycja |
| ----------------------------------- | ----------------- |
| Australia (ARIA Charts)             | 3                 |
| Austria (Ö3 Austria Top 40)         | 5                 |
| Belgia (Ultratop Flandria)          | 1                 |
| Belgia (Ultratop Walonia)           | 16                |
| Czechy (ČNS IFPI)                   | 9                 |
| Dania (Tracklisten)                 | 12                |
| Finlandia (Suomen virallinen lista) | 24                |
| Francja (SNEP)                      | 34                |
| Hiszpania (PROMUSICAE)              | 25                |
| Holandia (MegaCharts)               | 11                |
| Irlandia (IRMA)                     | 2                 |
| Kanada (Canadian Hot 100)           | 2                 |
| Niemcy (Media Control Charts)       | 5                 |
| Norwegia (VG-lista)                 | 9                 |
| Nowa Zelandia (Recorded Music NZ)   | 4                 |
| Polska (OLiS)                       | 30                |
| Portugalia (AFP)                    | 19                |
| Stany Zjednoczone (Billboard 200)   | 3                 |
| Szkocja (OCC)                       | 5                 |
| Szwajcaria (Schweizer Hitparade)    | 5                 |
| Szwecja (Sverigetopplistan)         | 7                 |
| Wielka Brytania (OCC)               | 3                 |
| Włochy (FIMI)                       | 22                |

| Notowanie (2015)                  | Najwyższa pozycja |
| --------------------------------- | ----------------- |
| Belgia (Ultratop Flandria)        | 79                |
| Wielka Brytania (OCC)             | 34                |
| Notowanie (2016)                  | Najwyższa pozycja |
| Nowa Zelandia (RMNZ)              | 42                |
| Stany Zjednoczone (Billboard 200) | 89                |
| Wielka Brytania (OCC)             | 38                |

| Państwo                  | Status                |
| ------------------------ | --------------------- |
| Austria (IFPI Austria)   | platynowa płyta       |
| Meksyk (AMPROFON)        | platynowa+złota płyta |
| Norwegia (IFPI Norwegia) | platynowa płyta       |
| Polska (ZPAV)            | 2× platynowa płyta    |
| Wielka Brytania (BPI)    | platynowa płyta       |